# Radio La Colifata presenta: El Canto del Loco
Radio La Colifata Presenta: El Canto del Loco es el cuarto y último álbum recopilatorio y sexto álbum de estudio del grupo español de pop rock y power pop El Canto del Loco. Se publicó el 24 de noviembre de 2009, al mismo tiempo que Por mi y por todos mis compañeros. 
Es un álbum con canciones del grupo regrabadas. Consta de CD + DVD. 10 000 copias del disco serán vendidos por los miembros de Radio La Colifata, y una parte de los derechos van para ellos.

## Lista de canciones - CD
Contiene 20 canciones, 19 regrabadas más una inédita, y cuenta con la participación de Alejandro Sanz, Vicentico, Natalia Lafourcade y Leiva (Pereza).
| N.º | Título                                                | Álbum             |
| --- | ----------------------------------------------------- | ----------------- |
| 01  | Un Millón de Cicatrices                               | Personas          |
| 02  | Ya Nada Volverá a Ser Como Antes                      | Estados de ánimo  |
| 03  | Quiero Aprender de Ti (canción inédita)               | Inédita           |
| 04  | Volverá (Con Alejandro Sanz)                          | Zapatillas        |
| 05  | Peter Pan                                             | Personas          |
| 06  | Besos                                                 | Zapatillas        |
| 07  | Corazón                                               | Personas          |
| 08  | La Madre de José (Sin Documentos)                     | Estados de ánimo  |
| 09  | Eres Tonto (con Vicentico de Los Fabulosos Cadillacs) | Personas          |
| 10  | Puede Ser                                             | A contracorriente |
| 11  | Zapatillas                                            | Zapatillas        |
| 12  | Canciones                                             | Zapatillas        |
| 13  | Personas                                              | Personas          |
| 14  | Contigo (con Natalia Lafourcade)                      | A contracorriente |
| 15  | Llueve en Mí                                          | El canto del loco |
| 16  | El Pescao                                             | Zapatillas        |
| 17  | La Suerte de Mi Vida                                  | Personas          |
| 18  | Una Foto en Blanco y Negro                            | Estados de ánimo  |
| 19  | Fin de Semana                                         | Personas          |
| 20  | Peter Pan (con Leiva de Pereza)                       | Personas          |

## DVD
Contiene 19 videoclips (1 de ellos inédito) y dos documentales que llevan por nombre "Radio La Colifata Presenta:  ECDL" (los colifatos presentan y juzgan cada uno de los temas) y "ECDL Presenta A Radio La Colifata" (una pequeña introducción a la historia de Radio La Colifata). A continuación se detallan los videoclips:
| N.º | Título                                                |
| --- | ----------------------------------------------------- |
| 01  | Quiero Aprender de Ti (tema inédito)                  |
| 02  | Peter Pan                                             |
| 03  | Besos                                                 |
| 04  | Canciones                                             |
| 05  | Contigo (con Natalia Lafourcade)                      |
| 06  | Corazón                                               |
| 07  | El Pescao (cantado por David Otero)                   |
| 08  | Eres Tonto (con Vicentico de Los Fabulosos Cadillacs) |
| 09  | Fin de Semana                                         |
| 10  | Una Foto en Blanco y Negro                            |
| 11  | La Madre de José                                      |
| 12  | La Suerte de Mi Vida                                  |
| 13  | Personas                                              |
| 14  | Puede Ser                                             |
| 15  | Un Millón de Cicatrices                               |
| 16  | Volverá (con Alejandro Sanz)                          |
| 17  | Ya Nada Volverá a Ser Como Antes                      |
| 18  | Zapatillas                                            |
| 19  | Llueve en Mí                                          |